# Dolo (Venetien)

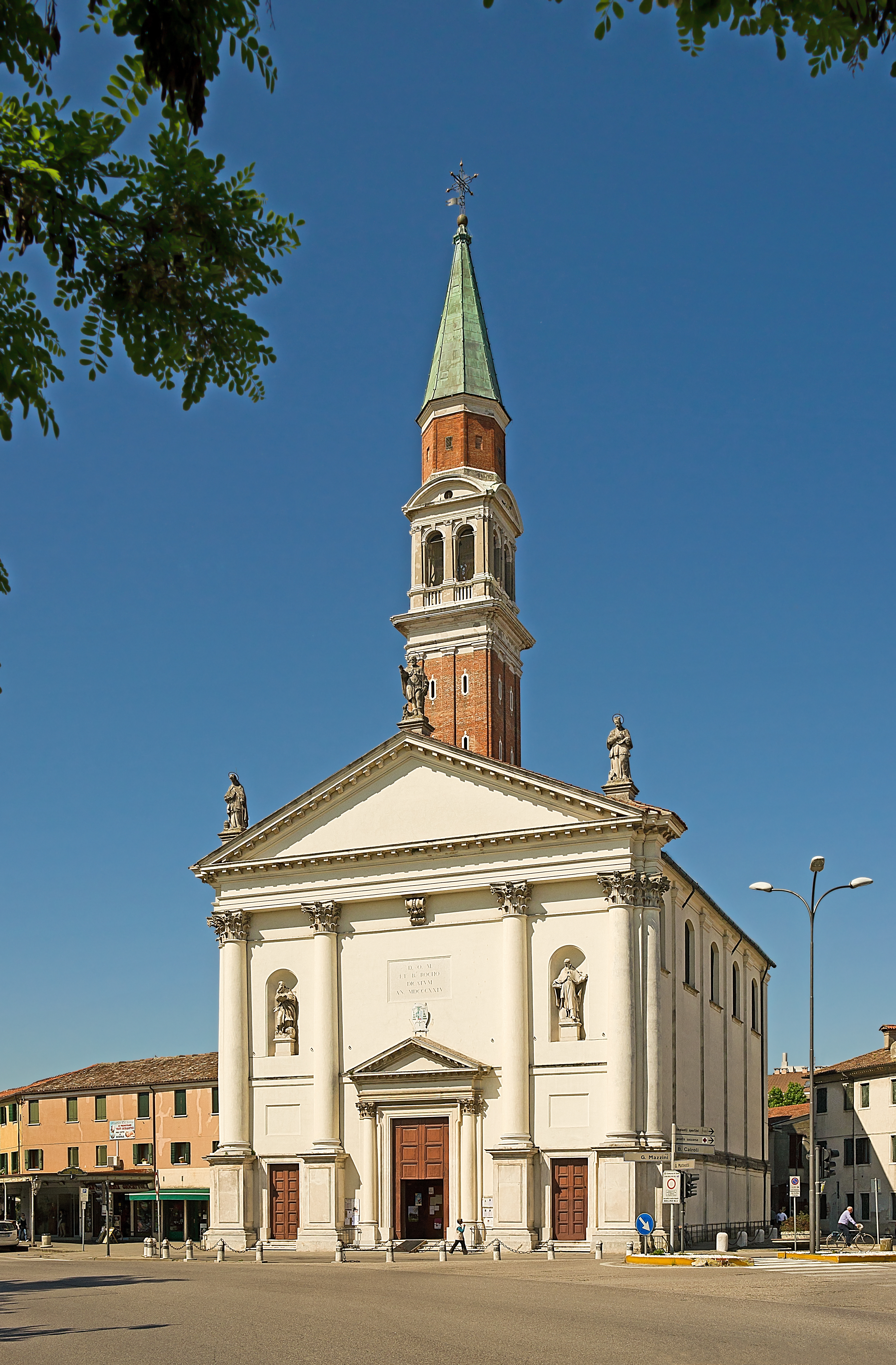
Chiesa di San Rocco di Dolo

Dolo ist eine italienische Gemeinde mit 14.947 Einwohnern (Stand 31. Dezember 2023) in Venetien in der Metropolitanstadt Venedig.
Dolo liegt zwischen Padua und Venedig in der Poebene. Die Nachbargemeinden sind Campagna Lupia, Camponogara, Fiesso d’Artico, Fossò, Mira, Pianiga und Stra. Der wichtigste Wirtschaftszweig neben dem Tourismus ist die Schuhproduktion.

## Söhne und Töchter der Stadt
- Carl von Martens (1790–1861), württembergischer General und Militärschriftsteller
- Christian von Martens (1793–1882), Offizier
- Ettore Tito (1859–1941), Maler
- Cesare Musatti (1897–1989), Psychologe
- Giuseppe Scarpi (1900–1952), Fußballschiedsrichter
- Endrio Leoni (* 1968), Radsportler
- Simone Cercato (* 1975), Schwimmer
- Manuela Levorato (* 1977), Sprinterin
- Alessandro Terrin (* 1985), Schwimmer